# 井上玄覺因碩
（1605年—1673年），日本圍棋棋手，生於山城國，為中村道碩的徒弟，自報名為玄覺。

## 生平
本因坊算悅年幼，道碩受師父本因坊算砂之託收算悅為弟子，玄覺成為算悅的師兄，之後道碩為了延續算砂的本因坊家，替算悅取得俸祿，也許道碩不想偏心，於是玄覺也跟著取得了俸祿，雖然當時圍棋四大家尚未成型，但是多以此時認定為第一世井上的開始。
之後到了幻庵因碩時，幻庵將井上家的家譜修改，中村道碩被尊為第一世（並改為井上道石），玄覺成為第二世，不過道碩並未改姓井上，所以日本圍棋正史《日本圍棋體系》仍列玄覺為第一世，現在則多使用幻庵的說法。
後來道碩去世，名人碁所便空了下來，元老們（如果無碁所，則棋界事宜都由幕府元老決定）認為本因坊算砂於日本圍棋功勞甚大，算悅既然承襲了本因坊，藝亦達上手，便打算立算悅為新碁所。不料會議上，五十歲的安井算哲以當代唯一準名人，外加對於初期圍棋建設也頗有功勞，毛遂自薦地希望能成為下一任碁所，但是遭到元老斥回，自討沒趣；而彼時林門入齋無意於此，是以元老們希望在井上因碩（時三十五歲）與算悅之間選一個，最好的辦法就是爭碁決定，但是因碩是為算悅師兄，情同手足，無意於碁所之爭，所以碁所之事便又延宕了許多年。
1673年在京都去世，與算砂、算悅、古算哲、道碩都被葬在寂光寺（之後本因坊家的家祠）。因為之後歷代井上家家督均用因碩之名，是以第二世井上因碩又稱玄覺因碩，又是為第一位使用因碩之名，也可稱古因碩。

## 外部連結
日本圍棋故事